# Anopheles oiketorakras
Anopheles oiketorakras is een muggensoort uit de familie van de steekmuggen (Culicidae). De wetenschappelijke naam van de soort is voor het eerst geldig gepubliceerd in 1947 door Osorno-Mesa.